# Abder Ramdane
Abder Ramdane (Nîmes, 23 febbraio 1974) è un allenatore di calcio ed ex calciatore francese con cittadinanza algerina, di ruolo attaccante.

## Palmarès

### Giocatore

#### Competizioni nazionali
- Campionato tedesco di seconda divisione: 1

Friburgo: 2002-2003